# The New Man
The New Man är en indierockgrupp från Luleå. Bandet bildades 2010 av medlemmar från Olle Nyman Band som hittills släppt två album.

## Medlemmar

### Bandet består av
- Olle Nyman (musiker), sång och gitarr
- Kalle Nyman, bas (spelar även med Mattias Alkberg)
- Patrik Fällman, gitarr
- Johan Englund, trummor
- Christian Lidman, gitarr
- Gabriel Lidman, gitarr